# Liste des animaux les plus mortels pour l'homme

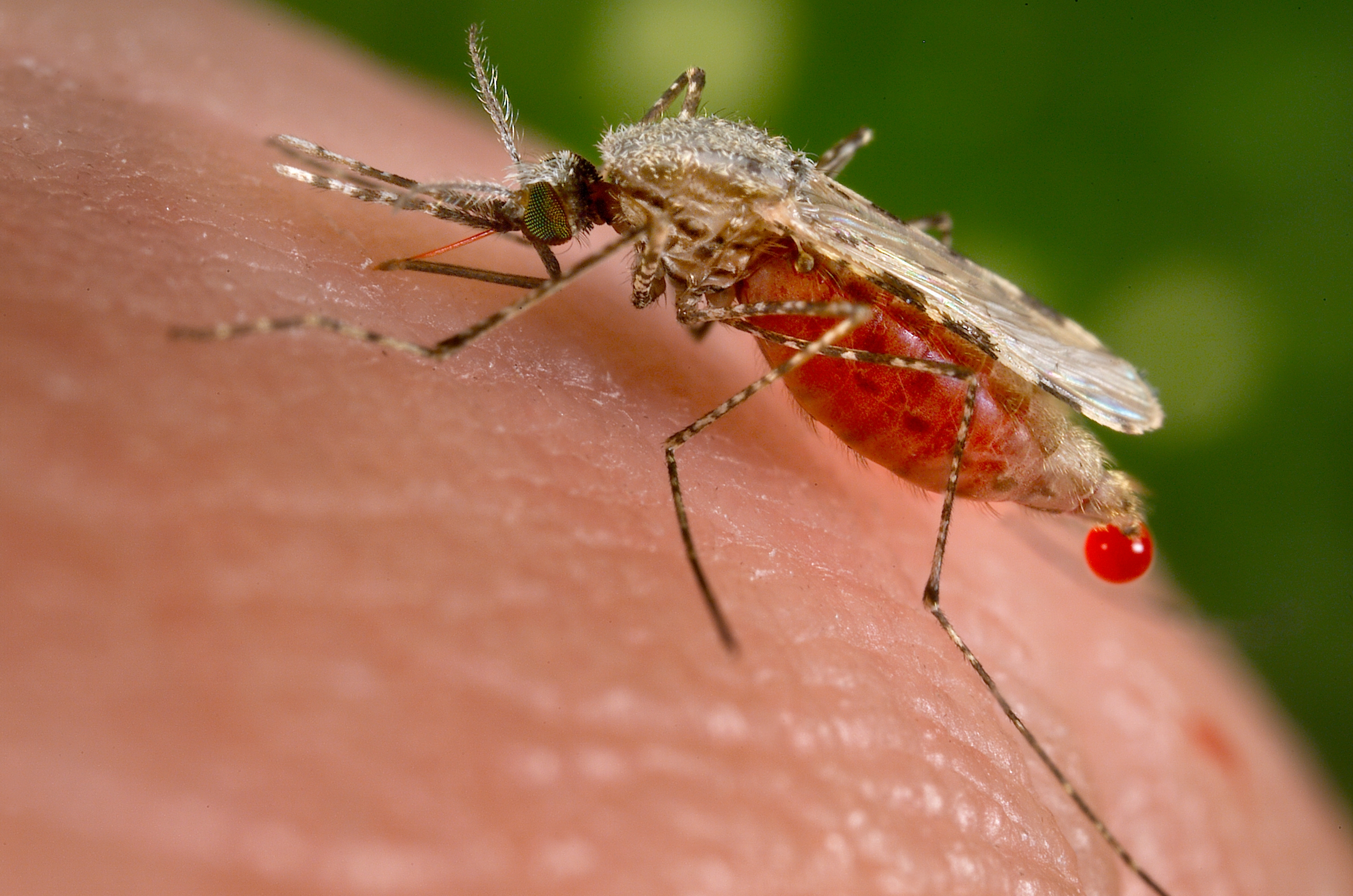
Une Anophèle femelle, moustique hématophage qui sert de vecteur au Plasmodium, parasite qu'elle porte dans sa salive. Elle transmet le paludisme, première maladie parasitaire mortelle dans le monde.

La liste des animaux les plus mortels pour les humains dans le monde tord le cou aux préjugés et aux croyances populaires en raison de la mauvaise réputation historique dont souffrent certaines espèces animales (requins, serpents, ours, crocodiles, lions, piranhas) alors que d'autres tuent des personnes pour défendre leur territoire (chiens, autruches, hippopotames, hyménoptères), par autodéfense (éléphants, buffles, bisons), par accident (collision entre une voiture et des grands mammifères) ou par comportement trophique (parasites se développant aux dépens d'un autre organisme), mais ont la réputation usurpée d'être moins dangereuses. Ainsi, sur environ 3 000 espèces de moustiques connues, moins d'une centaine, dites anophèles, transmettent la malaria mais sont responsables, dans les années 1990, de 400 à 900 millions de cas de fièvres, et entre 700 000 et 2,7 millions de morts par an. Les maladies transmises par ces insectes touchent plusieurs centaines de millions de personnes par an (moustiques Aedes, vecteurs de maladies infectieuses mortelles telles que le chikungunya, la dengue, la fièvre jaune, l'infection à virus Zika, moustiques Culex responsables de l'encéphalite japonaise et de la fièvre du Nil occidental), handicapant et tuant surtout les plus vulnérables (enfants, femmes enceintes, personnes âgées), ce qui fait de ces animaux les plus mortels pour les humains.

## Liste comparative
Différentes listes ont été établies selon des critères et des définitions variables, si bien qu'elles peuvent donner des résultats quelque peu différents.
|    | Source : CNET                 | Source : CNET         | Source : Business Insider | Source : Business Insider | Source : BBC News | Source : BBC News     |
|    | Animal                        | Morts humaines par an | Animal                    | Morts humaines par an     | Animal            | Morts humaines par an |
| -- | ----------------------------- | --------------------- | ------------------------- | ------------------------- | ----------------- | --------------------- |
| 1  | Moustiques                    | 1 000 000             | Moustiques                | 750 000                   | Moustiques        | 725 000               |
| 2  | Humains (meurtres uniquement) | 475 000               | Humains                   | 437 000                   | Serpents          | 50 000                |
| 3  | Serpents                      | 50 000                | Serpents                  | 100 000                   | Chiens            | 25 000                |
| 4  | Chiens                        | 25 000                | Chiens                    | 35 000                    | Mouches tsé-tsé   | 10 000                |
| 5  | Mouches tsé-tsé               | 10 000                | Escargots d'eau douce     | > 20 000                  | Crocodiles        | 1 000                 |
| 6  | Réduves                       | 10 000                | Réduves                   | 12 000                    | Hippopotames      | 500                   |
| 7  | Escargots d'eau douce         | 10 000                | Mouches tsé-tsé-tsé       | 10 000                    |                   |                       |
| 8  | Scorpions                     | 3 250                 | Ascaris                   | 4 500                     |                   |                       |
| 9  | Ascaris                       | 2 500                 | Crocodiles                | 1 000                     |                   |                       |
| 10 | Cestodes                      | 2 000                 | Cestodes                  | 700                       |                   |                       |

## Autres données sur les animaux mortels

Carte montrant la distribution géographique approximative des serpents dans le monde.

Carte montrant la morbidité liée aux morsures de serpents dans le monde.

Le manque de données sur les maladies tropicales négligées touchant les populations des zones rurales de pays à faibles revenus, entraîne une sous-estimation du poids de ces maladies. Ainsi, selon l'OMS, les géohelminthiases transmises par des espèces de nématodes (principalement Ascaris lumbricoides, Trichuris trichiura, Necator americanus et Ancylostoma duodenale) et les schistosomiases infectent en 2004 près de 3,7 milliards de personnes et tuent annuellement 135 000 personnes (dont 60 000 par l'Ascaris). Toujours selon l'OMS, les pathologies à transmission vectorielle (dont le paludisme) représentent plus de 17 % des maladies infectieuses et provoquent plus de 1 million de morts chaque année
Les serpents causeraient environ 50 000 décès annuels mais ce nombre est probablement sous-estimé. En effet, les statistiques de l'OMS à travers son étude sur la mortalité mondiale (The Global Burden of Disease, 2010), donnent 47 000 morts en 2010 alors que déjà pour l'Inde, le taux de mortalité dû à des morsures de serpents est de 46 000 morts par an.
Plus d'un million de personnes sont piquées chaque année par un scorpion, le nombre de morts s’élevant à un peu plus de 3 000, mais les données sont très vraisemblablement sous-estimées car les piqûres sont loin d'être toutes inventoriées et les décès surviennent souvent en dehors de toute prise en charge médicale.
Les éléphants sont responsables de 600 morts annuelles en attaquant à coups de défense ou en piétinant leurs victimes.
Malgré sa réputation de mangeur d'hommes, le lion tue une centaine d'hommes chaque année, soit cinq fois moins que l'hippopotame et dix fois moins que le crocodile.
Une dizaine de morts attribuées aux araignées dangereuses (certaines veuves noires, l’Atrax robustus présent en Australie, et les « araignées-bananes » du genre Phoneutria au Brésil) sont recensées annuellement.
Les requins (essentiellement le Grand requin blanc et le requin bouledogue) et les loups sont responsables chacun d'environ dix morts recensées chaque année dans le monde.
Les méduses au sens large provoquent 15 à 30 fois plus de morts humaines chaque année (principalement les cuboméduses et en premier lieu la Chironex) que toutes celles issues d'attaques non provoquées de requins dans le monde.
Contrairement à une idée reçue, les attaques mortelles d'ours sont rares et sont plus le fait de la prédation d'ours anthropophages que d'ourses défendant ses petits : elles sont en moyenne d'une par an au cours du XXe siècle, deux par an au cours du XXIe siècle, cette augmentation étant liée à l'accroissement de la population humaine et des activités de plein air,.
En France, selon les chiffres du ministère de la Santé, les piqûres d'hyménoptères (abeilles, guêpes et frelons) causent une quinzaine de morts par an (soit plus que le nombre de morts causées par les requins dans le monde), principalement des personnes allergiques, ces insectes tuant en moyenne 400 personnes dans le monde. Certains grands mammifères (sangliers, chevreuils, cerfs) peuvent causer indirectement la mort, notamment lors de collisions avec des automobilistes ou quand ceux-ci manœuvrent brusquement pour les éviter. Aux États-Unis, les collisions de voitures avec les chevreuils (en) sont à l'origine de 200 morts par an.